# Operator normalny
Operator normalny – operator liniowy i ograniczony {\displaystyle N\colon H\to H} na przestrzeni Hilberta {\displaystyle H,} który komutuje ze swoim sprzężeniem {\displaystyle N^{*},} tj.
{\displaystyle NN^{*}=N^{*}N.}
Analogicznie pojęcie elementu normalnego wprowadza się w kontekście *-algebr (w szczególności, C*-algebr) – element a *-algebry A nazywa się normalnym, gdy
{\displaystyle aa^{*}=a^{*}a.}

## Własności
Operatory normalne opisuje twierdzenie spektralne. Operator ograniczony {\displaystyle T} jest normalny wtedy i tylko wtedy, gdy
{\displaystyle \|Tx\|=\|T^{*}x\|\;\;(x\in H).}
Innym warunkiem równoważnym normalności jest równość
{\displaystyle \langle T^{*}x,T^{*}y\rangle =\langle Tx,Ty\rangle \;\;(x,y\in H).}
Operator sprzężony do operatora normalnego jest również normalny: {\displaystyle N} oraz {\displaystyle N^{\star }} mają to samo jądro i obraz. Wynika stąd, że obraz {\displaystyle N} jest gęsty w {\displaystyle H} wtedy i tylko wtedy, gdy {\displaystyle N} jest iniektywny. Poza tym
{\displaystyle \|N^{2}\|=\|N\|^{2}}
oraz
{\displaystyle \nu (N)=\|N\|,}
gdzie {\displaystyle \nu (N)} oznacza promień spektralny operatora {\displaystyle N.}

## Przykłady
Przykładami operatorów normalnych są:
- operatory unitarne {\displaystyle (N^{*}=N^{-1}),}
- operator samosprzężony {\displaystyle (N^{*}=N),}
- operatory dodatnie {\displaystyle (N=MM^{*}),}
- operatory rzutu ortogonalnego {\displaystyle (N=N^{*}=N^{2}),}
- macierze normalne mogą być postrzegane jako operatory normalne na {\displaystyle n}-wymiarowej przestrzeni Hilberta {\displaystyle \mathbb {C} ^{n}.}